# Cotalpa lanigera
Cotalpa lanigera is een keversoort uit de familie bladsprietkevers (Scarabaeidae). De wetenschappelijke naam van de soort werd in 1758 als Scarabaeus lanigerus gepubliceerd door Carl Linnaeus.